# Богатая девчонка
«Богатая девчонка» (англ. Rich Girl) — американская молодёжная кинокомедия режиссёра Джоэла Бэндера.

## Сюжет

### Свобода!
Кортни, дочь миллионера, уходит из дома и устраивается на работу в ночной клуб в Лос-Анджелесе. Здесь она влюбляется в вокалиста клуба Рика.

### Реакция старшего поколения
Папа сошёл с ума от гордости. Особенно узнав, что его дочь ещё и поёт.

## Художественные особенности
Критики единодушно отметили в картине эстетское подражание «Грязным танцам» (Washington Post Архивная копия от 5 марта 2016 на Wayback Machine).

## В ролях
- Джилл Шелен — Кортни
- Дон Майкл Пол — Рик
- Рон Карабацос —  Рокко
- Пол Глисон — Марвин Уэллс, отец Кортни
- Шон Кэнэн — Джеффри, жених Кортни
- Мелани Томлин — Диана
- Труди Форристол — Трейси
- Энн Гиллеспи — Синди
- Бентли Митчем — Скотт
- Шери Кэрри — Мишель
- Деннис Холахан — адвокат
- Лекс Ланг — Деннис
- Гейл Нили — Кук
- Кирк Скотт — банкир
- Изабель Кули
- Ингрид Берг
- Фредерик Флинн
- Линда Гэллоуэй
- Тони Маркес
- Алисия Ласситер
- Дафна Чун
- Морин Флаэрти
- Дорри Крам
- Марк Риккарди
- Линкольн Симондс
- Синтия Гири
- Линда Уэст
- Би Джей Дэвис — полицейский-мотоциклист
- Ирвинг Уильям Мосли — священник
- Ларри Гельман
- Пол Майкл Шелл
- Кристофер Дойл, Чак Кортни  — полисмены
- Питер Коль
- Лэнс Картер
- Дойл Маккёрли
- Эдди Гриффит — отец Рика
- Ханс Хоус — сержант полиции
- Энн Макфадден — официантка
- Рик Херман
- Кристин Сили — фанатка
- Вилли Диксон — камео
- Грег Поуп
- Демеса Белл, Онита Уотсон, Ли Харрингтон — танцоры